# Anna Baltzer
Anna Baltzer (California, 1979) es una conferenciante, autora y activista por los derechos humanos del Pueblo palestino, de nacionalidad estadounidense y origen judío.

## Biografía

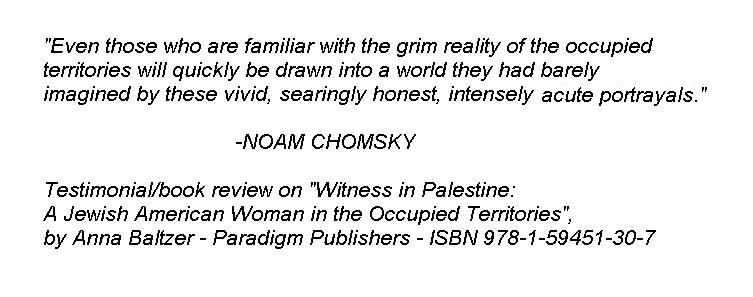
La reseña de Noam Chomsky del enunciado del libro de Baltzer

Después de graduarse en la Universidad de Columbia, en Estados Unidos, Baltzer viajó al Oriente Medio en 2003 mediante una beca del Programa Fulbright para enseñar inglés en Ankara, en Turquía. Desde entonces, ha viajado a Cisjordania como voluntaria para el Servicio Internacional de Paz de las Mujeres para documentar los abusos de derechos humanos y dar soporte a la resistencia no violenta. Sus publicaciones documentaron las condiciones de vida del pueblo palestino mientras trabajaban en Cisjordania para el Servicio Internacional de Mujeres por la Paz.
Desde el verano de 2005, ha estado viajando a lo largo de los Estados Unidos, y también al extranjero, dando a conocer sus experiencias, observaciones y fotografías recogidas durante sus ocho meses documentando las vulneraciones de derechos humanos en Cisjordania. Resultado de ello, escribió el libro Testigo en Palestina (original en inglés Witness in Palestine). Noam Chomsky escribió una reseña sobre el libro de Baltzer: "Incluso aquellos que están familiarizados con la sombría realidad de los territorios ocupados rápidamente se verán arrastrados a un mundo que apenas habían imaginado con estas representaciones vívidas, terriblemente honestas e intensamente agudas", mientras que Tanya Reinhart, autora de Autopista a ninguna parte (en inglés Roadmap to Nowhere) lo describió como "conmovedor y vívido". Mark Chmiel, profesor en la Universidad de San Louis y la Universidad Webster y autor de Elie Wiesel y la política del liderazgo moral, (en inglés Elie Wiesel and the Politics of Moral Leadership) también ha escrito sobre el libro de Baltzer.
El 28 de octubre de 2009, Baltzer fue invitada en The Daily Show de Jon Stewart, junto a Mustafa Barghouti.

## Activismo político
El activismo de Baltzer se centra en las protestas no violentas y en proveer de información documentada para aquellas personas interesadas en el conflicto israelí-palestino con el propósito de servir para la educación y de animar al diálogo de forma que se pase a la acción en estos asuntos. Afirma que la información crítica no aparece en los medios de comunicación dominantes en Estados Unidos. Según cuenta Balzter, cuando fue a Israel por primera vez en enero de 2000 con la organización benéfica judía israelí Taglit Birthright Israel que patrocina un viaje turístico de 10 días a aquel estado, vio "una bella imagen de Israel", pero nada de lo que estaba sucediendo con el pueblo palestino. "Un joven judío, coordinador de vida estudiantil en Hillel, comentó que un evento de la organización estadounidense Estudiantes por la Justicia en Palestina (en inglés Students for Justice in Palestine - SJP) había estado muy bien organizado y bien atendido. Le pareció que no era ni amenazador ni violento. Baltzer puso especial hincapié en explicar que el hecho de que estuviera en contra de la política israelí no significaba que ella fuera antijudia."

## Publicaciones
Baltzer cuenta con alrededor de 30 artículos en línea y además tiene publicados tanto artículos como cartas en medios de comunicación como en The Wall Street Journal, Purdue Exponent, If Americans Knew, United Civilians for Peace (Melbourne, Australia), Information Clearing House, Northeast Mississippi Daily Journal, Des Moines Register, Leaf Chronicle, The Washington Times, etc.
En abril de 2007, Baltzer escribió un artículo titulado ¿De quién Responsabilidad? (en inglés, Whose Responsibility?).  En él, reflexionaba sobre que, si bien internacionalmente se culpó a la autoridad palestina por las inundaciones que causaron la muerte de cinco personas y dejaron muchas más heridas y desaparecidas, esta fue solo una parte del problema. Declaraba que, según el Centro Palestino para los Derechos Humanos, la razón por la cual el sumidero colapsó fue debido a demoras en los proyectos por parte de las Fuerzas de Defensa de Israel. El artículo también afirmaba que, si bien Israel había dicho que se retirarían de Gaza, no lo ha hecho y daba varios ejemplos de por qué Baltzer cree que Gaza está bajo el control de Israel y encarcelada por ellos.
Además, en mayo de 2007, escribió otro artículo titulado "Mujeres dedicadas y resilientes en ambos lados de la Línea Verde" (en inglés Dedicated and resilient women on both sides of the Green Line). En él relataba las luchas que enfrentan las personas que viven en Palestina. Uno de los ejemplos que presentaba era el su amiga Fátima Khaldi, detallando las dificultades que enfrentó al crecer con una discapacidad física y sin un padre. A pesar de su vida increíblemente difícil, Kahldi se convirtió en una activista que fundó Mujeres para la Vida (WFL), y se dedica a empoderar a otras mujeres como ella. 
En un artículo publicado en septiembre de 2008, Baltzer escribió un artículo titulado ¿Dónde están las voces americanas"? (en inglés Where are the American voices?). En esta publicación, afirmaba que Estados Unidos había condenado abiertamente los asentamientos ilegales y, sin embargo, continuaba brindando a Israel 10 millones de dólares por día. Explicaba que Israel daba dinero a sus ciudadanos si vivían en asentamientos en tierras palestinas y que ese dinero provenía de dólares estadounidenses recaudados mediante impuestos a la ciudadanía de Estados Unidos.

## Reconocimientos
Baltzer fue galardonada en 2009 con el prestigioso Premio por la Paz y Justicia Rachel Corrie la  que otorga anualmente el Comité de Antidiscriminación Americano-Árabe. Además, ese mismo año se le otorgó el Certificado de Encomio de manos del Gobernador de Wisconsin.
En 2011, recibió el Premio Inspiración para la Esperanza que concede la organización estadounidense American Friends Service Committee, ex-equo con Alice Walker, la autora y ganadora de un premio Pulitzer, y Sami Kishawi, activista estudiantil palestino-americano.